# Pat McCormick (attore)
Pat McCormick (Lakewood, 30 giugno 1927 – Los Angeles, 29 luglio 2005) è stato un attore e comico statunitense.
Autore televisivo, è comparso in diversi film tra cui Buffalo Bill e gli indiani e Un matrimonio di Robert Altman, Il bandito e la "Madama" e Una canaglia a tutto gas di Hal Needham e S.O.S. fantasmi di Richard Donner.